# Sierlijke witsnuitlibel
De sierlijke witsnuitlibel (Leucorrhinia caudalis) is een echte libel (Anisoptera) uit de familie van de korenbouten (Libellulidae). Het is een in Nederland en Vlaanderen zeer zeldzame witsnuitlibel, die graag op waterleliebladeren zit.
De wetenschappelijke naam van de soort werd in 1840 als Libellula caudalis gepubliceerd door Toussaint von Charpentier.

## Kenmerken
Kenmerkend voor de sierlijke witsnuitlibel zijn de duidelijke knotsvormige verbreding van het achterlijf en de witte achterlijfsaanhangsels. Mannetjes hebben een insnoering aan de basis van het achterlijf ter hoogte van de segmenten 3 en 4. Het achterlijf heeft sterke kleurcontrasten: segmenten 3, 4 en 5 zijn lichtgrijs berijpt, segmenten 6 tot en met 10 zijn zwart. De witte achterlijfsaanhangsels steken hier sterk bij af. Bij uitgekleurde mannetjes zijn de pterostigmata aan de bovenkant wit. Bij jonge mannetjes en vrouwtjes zijn de pterostigmata aan de bovenkant zwart en is het achterlijf nauwelijks ingesnoerd aan de basis, maar wel met de kenmerkende verbreding aan het uiteinde en met gele vlekjes op de segmenten 2 tot en met 6. De lichaamslengte van volwassen dieren ligt tussen 33 en 37 millimeter.
De larve is 17–21 mm lang.

## Vliegtijd
De vliegtijd van de sierlijke witsnuitlibel is kort: van half mei tot en met eind juli, met een piek in juni. De meeste waarnemingen betreffen mannetjes die territoriaal gedrag bij het water vertonen.

## Gedrag en voortplanting
Een zeer kenmerkend beeld is een mannetje sierlijke witsnuitlibel dat op een waterlelieblad zit en zijn knotsvormige achterlijf regelmatig kaarsrecht omhoog houdt. Opvallend zijn dan de lichte basis van het achterlijf en alle witte ‘lichaamsuiteinden’: snuit, achterlijfsaanhangsels en pterostigmata. Drijvende bladeren van waterlelie en gele plomp worden vaak als zitplaats gebruikt, vooral bladeren die enkele meters uit de kant liggen. Maar ook andere zitplaatsen in de oevervegetatie worden soms benut. Vanaf hun zitplaatsen maken mannetjes patrouillevluchten boven het water, vaak ver uit de kant. Andere libellen van gelijke grootte worden verjaagd, vrouwtjes van de eigen soort worden direct gegrepen voor de paring. De eitjes worden meestal solitair door het vrouwtje afgezet, los in het water boven ondergedoken waterplanten. Ze tipt met de punt van het achterlijf ritmisch in het water om de eieren te laten zinken. De eieren zijn klein (0,5 x 0,4 mm), ovaalrond, bruin en zonder gel-mantel. De larven leven tussen ondergedoken waterplanten en overwinteren twee keer. Uitsluipen gebeurt van half mei tot begin juli, met een piek in de eerste helft van juni. Jonge imago’s die nog niet aan voortplanting toe zijn, houden zich verder van het water op in bomen en langs bosranden.

## Habitat
De habitat van de sierlijke witsnuitlibel bestaat uit stilstaande, ongestoorde wateren met een rijke submerse watervegetatie, zoals veenplassen, vijvers en dode rivierarmen. De wateren zijn (matig) voedselrijk en doorgaans omgeven door bos. Door het kleine aantal Nederlandse waarnemingen van de soort zijn biotoopomschrijvingen vooral uit andere Europese landen bekend. Anders dan bij de andere witsnuitlibellen is het water waarin de soort zich voortplant veelal visrijk.

## Verspreidingsgebied
Het verspreidingsgebied van de sierlijke witsnuitlibel loopt oostelijk tot aan de Oeral en Centraal-Azië. De soort komt niet voor in Afrika. In Europa komt de soort vooral voor in Noordoost-Europa. In Centraal-Europa is hij grotendeels verdwenen of sterk bedreigd, maar lokaal nog aanwezig. De soort ontbreekt in Zuidoost-Europa, ten zuiden van de Pyreneeën en op de Britse Eilanden.
In Nederland dook de sierlijke witsnuitlibel in 2006 op in de ENCI-groeve bij Maastricht. In 2010 werd in De Weerribben voor het eerst sinds de jaren 1960 voortplanting vastgesteld. Sindsdien is de soort sterk in aantal toegenomen en heeft nu ook elders populaties.
In Vlaanderen stierf de soort begin 20ste eeuw uit. Sinds 2013 wordt hij er opnieuw waargenomen in de Kempen. In Wallonië stierf de soort in de 19de eeuw uit, waar hij sinds 2011 in de Gaumestreek opnieuw voorkomt.
Intussen komt de soort ook weer meer voor in Duitsland, Luxemburg en Noord-Frankrijk.

## Verwante en gelijkende soorten
Verwarring is mogelijk met andere witsnuitlibellen, vooral de oostelijke witsnuitlibel (Leucorrhinia albifrons). Deze hebben echter geen duidelijk knotsvormig verbreed achterlijf en de pterostigmata van de mannetjes zijn aan de bovenzijde zwart in plaats van wit. De venwitsnuitlibel (Leucorrhinia dubia), noordse witsnuitlibel (Leucorrhinia rubicunda) en gevlekte witsnuitlibel (Leucorrhinia pectoralis) hebben bovendien zwarte achterlijfsaanhangsels in plaats van witte.
In het larvestadium is er door de zijdoornen op segment 7 geen verwarring mogelijk met de andere witsnuitlibellen.

## Bedreigingen en bescherming
De sierlijke witsnuitlibel staat op de Rode Lijst van de IUCN als niet bedreigd, beoordelingsjaar 2006; de trend van de populatie is volgens de IUCN stabiel. Op de Nederlandse Rode Lijst (2004) en op de Belgische Rode Lijst (1998) geldt de soort echter als verdwenen respectievelijk uitgestorven.